# Regione Orientale (Ghana)
La Regione Orientale (ufficialmente Eastern Region, in inglese) è una regione del Ghana. Ha come capoluogo Koforidua, una superficie complessiva di 19.323 km² e una popolazione di 2.633.154 abitanti (dati del 2010).

## Distretti

Distretti della regione Orientale

La Regione Orientale è suddivisa in 33 distretti:
| Distretto                                     | Capoluogo     | Tipo                 |
| --------------------------------------------- | ------------- | -------------------- |
| Distretto municipale di Abuakwa Nord          | Kukurantumi   | Distretto municipale |
| Distretto municipale di Abuakwa Sud           | Kibi          | Distretto municipale |
| Distretto di Achiase                          | Achiase       | Distretto ordinario  |
| Distretto municipale di Akuapem Nord          | Akropong      | Distretto municipale |
| Distretto di Akuapim Sud                      | Aburi         | Distretto ordinario  |
| Distretto di Akyemansa                        | Ofoase        | Distretto ordinario  |
| Distretto di Asene Manso Akroso               | Manso         | Distretto ordinario  |
| Distretto di Asuogyaman                       | Atimpoku      | Distretto ordinario  |
| Distretto di Atiwa Est                        | Anyinam       | Distretto ordinario  |
| Distretto di Atiwa Ovest                      | Kwabeng       | Distretto ordinario  |
| Distretto di Ayensuano                        | Coaltar       | Distretto ordinario  |
| Distretto municipale di Birim Centrale        | Akim Oda      | Distretto municipale |
| Distretto di Birim Nord                       | New Abirem    | Distretto ordinario  |
| Distretto di Birim Sud                        | Akim Swedru   | Distretto ordinario  |
| Distretto di Denkyembour                      | Akwatia       | Distretto ordinario  |
| Distretto di Fanteakwa Nord                   | Begoro        | Distretto ordinario  |
| Distretto di Fanteakwa Sud                    | Osino         | Distretto ordinario  |
| Distretto municipale di Kwaebibirem           | Kade          | Distretto municipale |
| Distretto di Kwahu Afram Plains Nord          | Donkorkrom    | Distretto ordinario  |
| Distretto di Kwahu Afram Plains Sud           | Tease         | Distretto ordinario  |
| Distretto di Kwahu East                       | Abetifi       | Distretto ordinario  |
| Distretto di Kwahu Sud                        | Mpraeso       | Distretto ordinario  |
| Distretto municipale di Kwahu Ovest           | Nkawkaw       | Distretto municipale |
| Distretto municipale di Manya Krobo Inferiore | Krobo Odumase | Distretto municipale |
| Distretto municipale di New-Juaben Nord       | Effiduase     | Distretto municipale |
| Distretto municipale di New-Juaben Sud        | Koforidua     | Distretto municipale |
| Distretto municipale di Nsawam Adoagyire      | Nsawam        | Distretto municipale |
| Distretto di Okere                            | Adukrom       | Distretto ordinario  |
| Distretto municipale di Suhum                 | Suhum         | Distretto municipale |
| Distretto di Manya Krobo Superiore            | Asesewa       | Distretto ordinario  |
| Distretto di Akim Ovest Superiore             | Adeiso        | Distretto ordinario  |
| Distretto municipale di Akim Ovest            | Asamankese    | Distretto municipale |
| Distretto municipale di Yilo Krobo            | Somanya       | Distretto municipale |